# Хериберт от Кьолн
Хериберт от Кьолн (на немски: Heribert; * ок. 970, Вормс; † 16 март 1021, Кьолн) е от 999 до 1021 г. архиепископ на Кьолн, канцлер на Свещената Римска империя при император Ото III и Светия.

## Произход
Вероятно произлиза от фамилията Конрадини. Баща му Хуго вероятно е от графска фамилия във Вормсгау. По майчина линия Хериберт е полубрат на епископ Хайнрих I фон Вюрцбург. Друг негов брат е граф Гецеман във Вернгау, който е баща на епископите на Айхщет Хериберт (1022 – 1042) и Гецеман (1042).

## Религиозна дейност
Хериберт става каноник във Вормс. Епископът на Вормс и канцлерът за Германия Хилдеболд въвежда Хериберт в императорския двор. През 994 г. император Ото III прави Хериберт канцлер на Италия.
През 995 г. е ръкоположен за свещеник. След три години, след смъртта на Хилдеболд през 998 г., Хериберт е номиниран от император Ото III за канцлер на Германия. За пръв път двете служби са в една ръка.
През 999 г., когато освещава втория поход до Италия, той е избран от катедралния капител за архиепископ на Кьолн. Той задържа канцлерските си служби и пристига смирено бос в Кьолн.
Хериберт присъства при смъртта на император Ото III през януари 1002 г. в замък Патерно и закарва трупът му всред тежки боеве в Аахен.
При избора за император през 1002 г. Хериберт поддържа херцог Херман II от Швабия от фамилията Конрадини. След това той поддържа често фамилията Конрадини против новия император Хайнрих II.
След погребението на Ото III и избора на неговия наследник Хайнрих II той се отказва от службата канцлер. Обратно в Кьолн Хериберт основава през 1003 г., както се е разбрал с Ото III, абатството Дойтц (в Кьолн).
През 1004 г. придружава император Хайнрих II в похода му до Рим. С него основава през 1007 г. епископството Бамберг.

## Смърт
Хериберт умира на 16 март 1021 г. в Кьолн и е погребан в основаното от него абатство Дойтц. Почитан е като Светец от 1147 г., чества се на 16 март (епископство Кьолн: 30 август).